# حجر (خيل)
الحِجْر (جمع: حُجُور وأحْجَار) وقد يُخصص اسم الفَرَس لها، أنثى خيل بالغة، أما المُهْرَة فهي اسمها عند الولادة، فإذا فُطِمَت أو بلغت السنة سُمّيَت فِلْوَة، فإذا بلغت السنة فهي حَوْلِيَّة، فإذا استكملت السنتين ودخلت في الثالثة سُميت جَذَعَ..يطلق على أنثى الحمار اسم أتان. يُقال للحِجْر التي تستخدم في التكاثر، هي من أحجار الخيل ولا تُفْرَد. أمَّا الرَّمَكَة فهي الفرس تتخذ للنسل وليست من عتاق الخيل كالحِجْر.

## معرض  صور

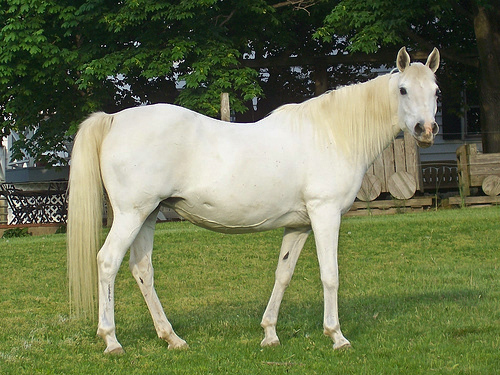
الحجر الحامل ، لاحظ الانتفاخ الطفيف في البطن، الذي يشير إلى الحمل المبكر أو ولادة قريبة.
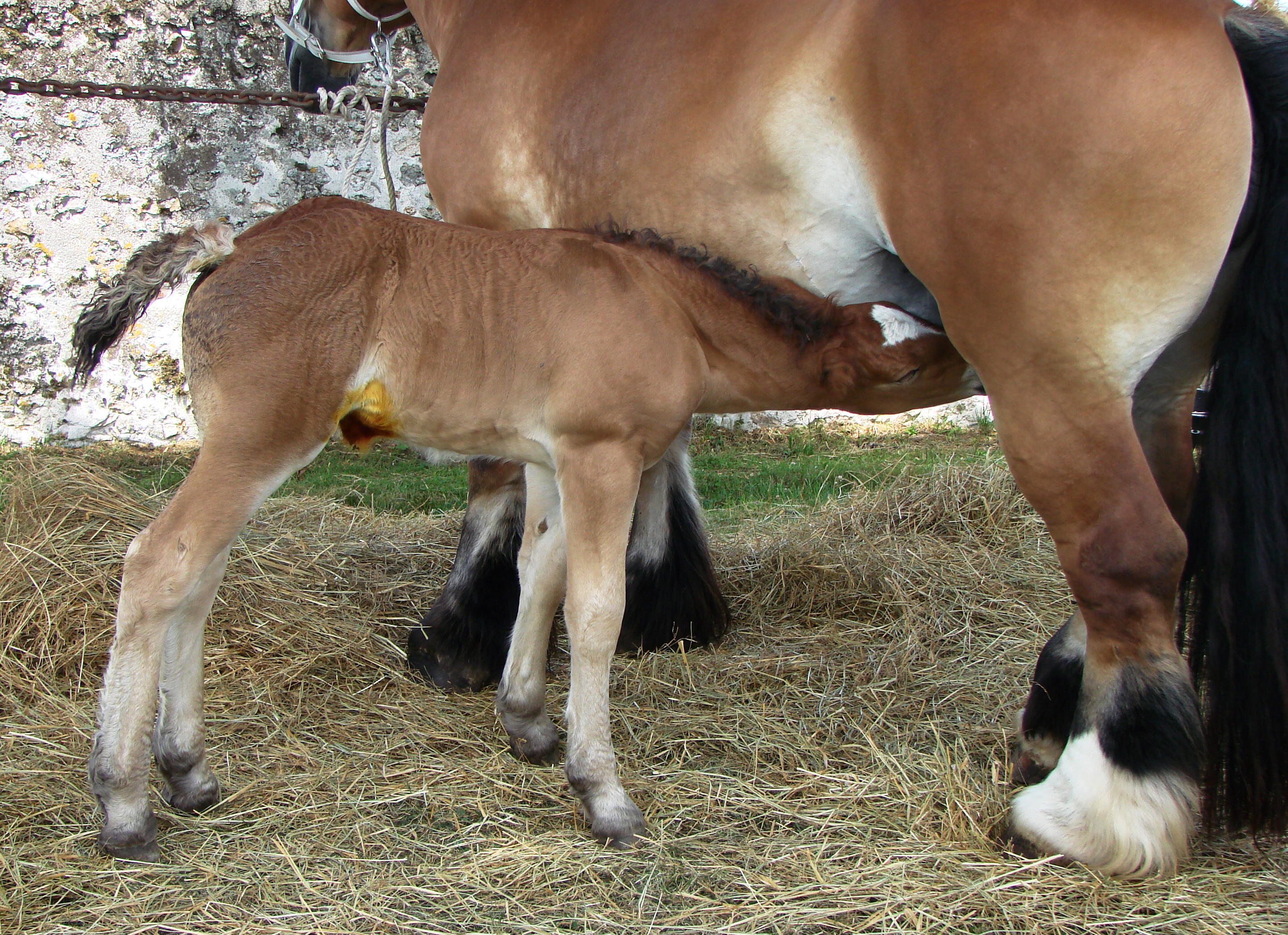
تُرضِع الحجر المستأنسة صغارها من أربعة إلى ستة أشهر، وقد تطول اعتمادًا على قرارات المربي ومزاج الأم.
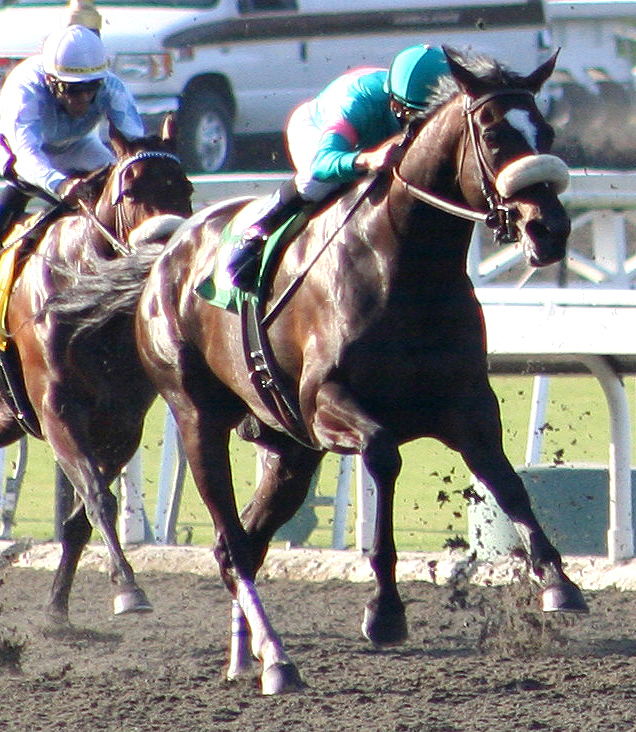
يمكن استخدام الحجور في أي رياضة فروسية وقد نافسوا ذكور بنجاح.